# Tatiana Rizzante
Tatiana Rizzante (Ivrea, 28 maggio 1970) è una dirigente d'azienda italiana, dal 2006 amministratrice delegata della società torinese Reply.

## Biografia
Laureata in ingegneria informatica al Politecnico di Torino, nel 1995 ha iniziato la sua carriera in una società di innovation management occupandosi di sperimentazione e ricerca sulle tecnologie internet. Nel 2006 ha sostituito il padre Mario Rizzante a capo del Gruppo Reply diventando responsabile dello sviluppo dell'azienda su scala globale insieme al fratello Filippo. 
Da febbraio 2020 è consigliere d’amministrazione indipendente del gruppo editoriale GEDI in sostituzione di Elisabetta Oliveri.
Il Sole24Ore l’ha inserita tra le donne manager più influenti e pagate d’Italia (dati relativi al 2018).
Nel febbraio 2024nell’ambito di una sequestro all’operatore di telecomunicazioni TIM, viene indagata con il padre, Mario Rizzante,  rispettivamente presidente e amministratrice delegata di Reply società quotata per cui è stato disposto il sequestro di 7,9 milioni di euro.

## Vita privata
Sposata con Marco Cusinato, è madre di una figlia.